# Житьёво
Житьёво — деревня в Сямженском районе Вологодской области на реке Малый Пунгул. Административный центр Житьёвского сельского поселения и Житьёвского сельсовета.
Расстояние до районного центра Сямжи по автодороге — 16 км. Ближайшие населённые пункты — Алексеевская, Ярыгино, Соболиха.
По переписи 2002 года население — 316 человек (155 мужчин, 161 женщина). Всё население — русские.